# História transnacional
História transnacional é um campo de história que analisa a forma como a evolução na história de um país foi moldada por acontecimentos em outros países, por exemplo, como a história da Inglaterra foi moldada pela evolução vinda de França, a Alemanha ou os EUA. A ideia de transnacionalismo pode ser rastreada até 1991, quando Ian Tyrrell foi pioneira nesta abordagem, mas ele estava no campo de Estudos da América, no final da década de 1990, quando o conceito foi realmente desenvolvido. Desde então, o termo tem sido adotado pelo campo da História.
Como o conceito ainda é relativamente novo no campo da História, um consenso não surgiu sobre como definir o termo com precisão. No entanto, o historiador dinamarquês, Nils Arne Sørensen, enfatiza que uma  característica importante da história transnacional é deixar de tomar o estado-nação como o quadro "natural" da análise histórica. Esse redirecionamento dos estudos históricos pode ser visto como contra movimento por conta de que o campo da história foi fundado no século XIX, enquanto os movimentos nacionalistas  estavam em ascensão na Europa. Akira Iriye e Pierre-Yves Saunier definem a história transnacional como tendo a ver com as "conexões e circulações" entre as sociedades na Idade Moderna. Ian Tyrrell argumenta que a história transnacional está relacionada com a escola de Annales.